# Ljustjärnen (Ljusdals socken, Hälsingland, 688309-151664)
Ljustjärnen är en sjö i Ljusdals kommun i Hälsingland och ingår i Ljusnans huvudavrinningsområde. Sjön har en area på 0,0672 kvadratkilometer och ligger 293 meter över havet.

## Delavrinningsområde
Ljustjärnen ingår i det delavrinningsområde (688161-151736) som SMHI kallar för Inloppet i Klockarsjön. Medelhöjden är 323 meter över havet och ytan är 20,46 kvadratkilometer. Det finns inga avrinningsområden uppströms utan avrinningsområdet är högsta punkten. Klockarån som avvattnar avrinningsområdet har biflödesordning 4, vilket innebär att vattnet flödar genom totalt 4 vattendrag innan det når havet efter 159 kilometer. Avrinningsområdet består mestadels av skog (83 procent). Avrinningsområdet har 1,58 kvadratkilometer vattenytor vilket ger det en sjöprocent på 7,7 procent.